# Климов, Алексей Панкратьевич
Алексей Панкратьевич Климов (11 (23) марта 1841 — ?) — русский военный деятель, генерал-майор.

## Биография
После окончания Петровско-Полтавского кадетского корпуса  в 1859 году произведён прапорщики, в 1864 году в подпоручики. В 1866 году произведён в поручики. В 1869 году произведён в штабс-капитаны.
С 1866 года помощник старшего адъютанта Окружного артиллерийского управления Харьковского военного округа. В 1873 году произведён в капитаны. С 1874 года начальник отделения боеприпасов Харьковского Окружного артиллерийского склада. В 1878 году произведён в подполковники, в 1888 году  в полковники. В 1889 году был назначен  командиром артиллерийского батальона Брест-Литовской крепостной артиллерии.
С 1896 года назначен был командиром и начальником управления Очаковской крепостной артиллерии. В 1898 году произведён в генерал-майоры и назначен командиром и начальником управления Карской и Ковенской крепостной артиллерии. После 1905 года в списках генералов не указывался.